# Feivel der Mauswanderer: Der Schatz von Manhattan
Feivel der Mauswanderer: Der Schatz von Manhattan (Originaltitel: An American Tail: The Treasure of Manhattan Island) ist der dritte Teil um die Abenteuer des kleinen Mäuserichs Feivel und seiner Freunde von Larry Latham, der 1998 in den Kinos in Großbritannien anlief.
Der Film ist eine Fortsetzung von Feivel, der Mauswanderer im Wilden Westen und wurde wiederum gefolgt von Feivel der Mauswanderer: Das Ungeheuer von Manhattan.

## Inhalt
Es erzählt die Geschichte von Feivel, dem Mauswanderer und seinen Freunden, er ist gelangweilt von seinem Leben in der Stadt New York, da kommt Tony, der eines Tages zufällig an eine Schatzkarte kommt und überredet ihn zu einem neuen Abenteuer.
Tony und Feivels Vater arbeiten in einer Käsefabrik, in der das Arbeitsklima sehr schlecht und Schikane durch ihre Vorgesetzten an der Tagesordnung ist. Um sich vom Alltag abzulenken, erkunden Tony und Feivel die New Yorker U-Bahn-Schächte, dort finden sie eines Tages eine Schatzkarte der Ureinwohner Amerikas. Professor Tatterich entziffert die Karte als Werk der ersten Einwohner Manhattans. Gemeinsam macht man sich auf die Suche nah dem Indianerstamm, doch die zwielichtigen Chefs der Käsefabrik, in der Feivels Vater arbeitet, bekommen Wind von der Sache und wollen sich den Schatz der Indianer, die sich dorthin vor den Neuankömmlingen zurückgezogen hat, unter den Nagel reißen. Dies wollen Feivel und seine Freunde unbedingt verhindern. Da die anderen Mäuse, vor allem Fabrikbesitzer Raffke und Polizeichef Rabiato, Vorurteile gegen die Fremden heraufbeschwören, kommt es zu Tumulten gegen die Indianer. Um diese zu schützen, sprengen Feivel und seine Freunde die Eingänge der Höhlen zu. Am Ende sehen die Fabrikbesitzer ihre Fehler ein und stimmen der Gründung einer Gewerkschaft in ihrer Käsefabrik zu.

## Produktion und Veröffentlichung
An der Produktion war die Firma Universal Family & Home Entertainment Productions beteiligt. Der Film wurde in 13 verschiedenen Sprachen ausgestrahlt. Am 15. Februar 2000  erfolgte die TV-Premiere in den USA. Die deutsche Erstausstrahlung im Fernsehen war am 4. April 2005 und in Ungarn am 29. Dezember 2005.

## Synchronisation
| Rolle                                   | Sprecher (Original) | Sprecher (Deutsche Fassung) |
| --------------------------------------- | ------------------- | --------------------------- |
| Feivel Mousekewitz (männl. Maus)        | Thomas Dekker       | Till Völger                 |
| Tanya Mousekewitz (weibl. Maus)         | Lacey Chabert       | Dascha Lehmann              |
| Papa Mousekewitz (männl. Maus)          | Nehemiah Persoff    | Jochen Schröder             |
| Mama Mousekewitz (weibl. Maus)          | Erica Yohn          | Bettina Schön               |
| Tiger (männl. Kater)                    | Dom DeLuise         | Tom Deininger               |
| Tony Toponi (männl. Maus)               | Pat Musick          | Robert Stadtlober           |
| Cholena (weibl. Maus)                   | Elaine Bilstad      | Natascha Petz               |
| Indianerhäuptling Wulisso (männl. Maus) | David Carradine     | Elmar Gutmann               |
| Professor Tatterich (männl. Maus)       | René Auberjonois    | Roland Hemmo                |
| Dibberich (männl. Ratte)                | John Kassir         | Gerald Schaale              |
| Polizeichef Rabiato (männl. Ratte)      | Sherman Howard      | Detlef Bierstedt            |
| Mr. Raffke (männl. Ratte)               | Ron Perlman         | Dieter Klebsch              |
| Mr. O'Happig (männl. Ratte)             | Richard Karron      | Michael Walke               |
| Mr. Protzmuftie (männl. Ratte)          | Tony Jay            | Helmut Krauss               |